# Matriz de Camaragibe
Matriz de Camaragibe là một đô thị thuộc bang Alagoas, Brasil. Đô thị này có diện tích 330,06 km², dân số năm 2007 là 24656 người, mật độ 74,7 người/km².